# (84522) 2002 TC302
(84522) 2002 TC302 – planetoida z grupy obiektów transneptunowych, krążąca wokół Słońca w tzw. rezonansie orbitalnym 2:5 z Neptunem.

## Odkrycie i nazwa
Obiekt (84522) 2002 TC302 został odkryty w programie NEAT w Obserwatorium Palomar 9 października 2002 roku.
Planetoida ta nie ma jeszcze nazwy własnej, a jedynie oznaczenie prowizoryczne i stały numer.

## Orbita
Orbita (84522) 2002 TC302 nachylona jest pod kątem 35˚ do ekliptyki, a jej mimośród wynosi ok. 0,30. Ciało to krąży w średniej odległości 55,9 j.a. wokół Słońca, na jeden obieg potrzebuje ok. 418 lat ziemskich. Peryhelium tego obiektu znajduje się w odległości 39,1 j.a., aphelium zaś 72,6 j.a. od Słońca.
Obiekt ten wykonuje ruch wokółsłoneczny w rezonansie orbitalnym 2:5 z Neptunem.

## Charakterystyka fizyczna
Ta odległa planetoida ma średnicę szacowaną na ok. 524 km. Jej absolutna wielkość gwiazdowa wynosi ok. 3,92m.